# چبیئن، شهرستان استارگارد
چبیئن، شهرستان استارگارد (به لاتین: Trzebień, Stargard County) یک سکونتگاه مسکونی در لهستان است که در Gmina Dolice واقع شده‌است.